# غوران مويانوفيتش
غوران مويانوفيتش (بالكرواتية: Goran Mujanović)‏ هو لاعب كرة قدم كرواتي في مركز الوسط، ولد في 29 سبتمبر 1983 في فاراجدين في كرواتيا. شارك مع منتخب كرواتيا تحت 17 سنة لكرة القدم ومنتخب كرواتيا تحت 19 سنة لكرة القدم ومنتخب كرواتيا تحت 20 سنة لكرة القدم ومنتخب كرواتيا تحت 21 سنة لكرة القدم. أما مع النوادي، فقد لعب مع ليرس ونادي النصر ونادي بيركيركارا ونادي رييكا ونادي سلافن بيلوبو ونادي فاراجدين.

## وصلات خارجية
- غوران مويانوفيتش على موقع اتحاد كرواتيا (الكرواتية)
- غوران مويانوفيتش على موقع قاعدة بيانات كرة القدم.إي يو (الإنجليزية)
- غوران مويانوفيتش على موقع Soccerway.com (الإنجليزية)
- غوران مويانوفيتش على موقع AS.com (الإسبانية)